# Attentat du 23 juillet 2016 à Kaboul
L’attentat de Kaboul du 23 juillet 2016 a lieu pendant la guerre d’Afghanistan. 
Revendiqué par l’État islamique, cet attentat fait au moins 80 morts et 231 blessés lors d’une manifestation de la communauté hazara chiite à Kaboul.

## Déroulement
Une explosion s’est produite en fin de cortège lors d’une manifestation pacifique de la communauté hazara chiite le matin du 23 juillet 2016 dans le quartier Dehmazang à Kaboul en Afghanistan, pays majoritairement sunnite. Selon un communiqué du ministère de l’Intérieur, un kamikaze à pied a fait exploser une bombe au milieu de la foule. Dans un communiqué en anglais et dari, le président Ashraf Ghani évoque « plusieurs explosions ».
Selon un communiqué d'Amaq, l'agence de presse de l’État islamique, deux kamikazes ont fait exploser leurs ceintures explosives.

## Bilan humain
Selon un bilan provisoire publié par le ministère de l’Intérieur, l’attentat a fait 80 morts et 231 blessés.

## Revendication
L’État islamique a revendiqué l’attentat via son agence de presse Amaq.

## Réactions internationales
- France
  - Le ministère des Affaires étrangères : « La France se tient au côté du peuple afghan et de ses autorités dans cette épreuve. »